# Goldie Hawn
Goldie Jeanne Hawn (Washington D.C., 21 november 1945) is een Amerikaanse actrice. Ze won onder meer een Oscar en een Golden Globe voor haar bijrol in Cactus Flower (1969). Voor haar hoofdrol in Private Benjamin (1980) kreeg ze een tweede Oscarnominatie, die echter onverzilverd bleef.
Hawn speelde vooral in komische films in de jaren 1970-1990. Haar (sinds 1983 derde) levenspartner Kurt Russell, zoon Oliver Hudson en dochter Kate Hudson zijn eveneens acteur. Hawn was eerder getrouwd met regisseur Gus Trikonis (1969-1976) en met acteur Bill Hudson (1976-1980). Naast Oliver (1976) en Kate (1979), kreeg ze nog een zoon: Wyatt Russell (1986, met Russell). Wyatt speelde in het seizoen 2009-2010 ijshockey in Groningen en werd vervolgens acteur.
Hawn speelde samen met haar partner Russell in The One and Only, Genuine, Original Family Band (1968), Swing Shift (1984), Overboard (1987), The Christmas Chronicles(2018) en The Christmas Chronicles_2.
In 2005 bracht ze haar autobiografie uit, getiteld A Lotus Grows in the Mud. In Nederland kwam het uit met de titel Inspirerend Leven. Later kwamen nog uit “10 mindful minutes”.
In 2017 kregen Hawn en Russell in een gezamenlijke ceremonie beiden een ster op de Hollywood Walk of Fame.